# Кельсиюган (приток Второго Лямина)
Кельсиюган (устар. Икуся-Ях) — река в России, протекает по Сургутскому району Ханты-Мансийского АО. Устье реки находится в 123 км по правому берегу реки Лямин 2-й. Длина реки составляет 10 км.

## Данные водного реестра
По данным государственного водного реестра России относится к Верхнеобскому бассейновому округу, водохозяйственный участок реки — Обь от города Нефтеюганск до впадения реки Иртыш, речной подбассейн реки — Обь ниже Ваха до впадения Иртыша. Речной бассейн реки — (Верхняя) Обь до впадения Иртыша.
Код объекта в государственном водном реестре — 13011100212115200046171.